# Dos tipos de cuidado
Dos tipos de cuidado es una película de comedia musical mexicana de 1953, escrita y dirigida por Ismael Rodríguez Ruelas, y protagonizada por Pedro Infante, Jorge Negrete, Yolanda Varela y Carmelita González. Ésta es la única película en la que Infante y Negrete protagonizan exclusivamente juntos; aunque se especuló sobre una posible rivalidad entre ellos, ambos mantenían una relación de respeto y admiración mutua.
Esta película es considerada un clásico de la Época de oro del cine mexicano y la química entre ambos actores es uno de sus mayores atractivos. 
A pesar de su éxito en la pantalla, se dice que la relación entre ambos protagonistas fuera de la actuación no fue tan fluida. Se mencionan diferencias de personalidad y clase social, pero también se destaca un respeto profesional y, en algunos momentos, una cercanía entre ellos.

## Argumento
La película narra la historia de dos amigos en el México rural de los años 50: Pedro Malo y Jorge Bueno, quienes comparten aficiones como parrandas, juegos y mujeres. Sin embargo a pesar de su complicidad en sus múltiples correrías en el pueblo, están realmente enamorados de dos mujeres a las que quieren para novias formales y con las cuales se comportan con toda propiedad. Una de ellas es Rosario, pretendida por Jorge y a la vez es prima de Pedro. La otra es María, pretendida por Pedro, pero además es hermana de Jorge.
Después de una ausencia de un año, Jorge Bueno regresa al pueblo solo para encontrarse con que Pedro se ha casado con Rosario. Herido de resentimiento hacia Rosario, empieza a cortejar a Genoveva, hija de un general, con la que tiene planes firmes de casarse. En cuanto a Pedro, Jorge lo humilla enfrente de todo el pueblo, cada vez que se le presenta la oportunidad, como castigo a su mala acción, sin que éste haga nunca nada por defenderse.
Sin embargo, para el orgullo de Jorge -quien era dueño del rancho que proveía de agua a los ranchos vecinos- ningún desprecio será suficiente para calmar su ira. De manera que, cuando Pedro lo busca para pedirle que no le corte el suministro de agua para sus cosechas, Jorge decide arruinarlo y le niega la petición.
Pedro, a pesar de la mala perspectiva económica en la que se encuentra y que empeora después de que Rosario da a luz, continúa con su rutina de parrandas y mujeres ante la desaprobación absoluta de su suegro, Don Elías. Éste le reprocha a su hija constantemente el haberse casado con un hombre tan irresponsable y mujeriego. Precisamente por su carácter alegre, Pedro es muy apreciado por la gente del pueblo; entre ellos, por el general, el cual, al encontrárselo incidentalmente en la calle, lo invita a la fiesta que va a organizar en su casa con motivo del anuncio del compromiso de la boda de su hija, Genoveva, con Jorge, sin saber que entre los dos amigos ahora existen diferencias irreconciliables. Pedro acepta gustoso pues, al seguir enamorado de María, la hermana de Jorge, ve en esta ocasión una oportunidad para acercarse a ella y buscar su perdón.
Jorge, al notar la presencia de Pedro en la fiesta, provoca mucha tensión en el ambiente y busca constantemente una ocasión para echarlo de la misma sin armar un escándalo frente a los invitados de su futuro suegro. Ahí realizan una batalla musical. Cuando Jorge descubre a Pedro tratando de enamorar a su hermana, lo corre de la fiesta furioso y lo amenaza diciéndole que, si no se va del pueblo al día siguiente, él mismo lo matará.
Al día siguiente, Jorge descubre que Pedro sigue en el pueblo y sale en su busca para cumplirle la promesa, pero Pedro se rehúsa a pelear para defenderse, solo lo hará con una condición: le revelará la verdad de su "traición" y, si después de saberla Jorge insiste en batirse, entonces habrá duelo. Se encierran a hablar en un privado de la cantina ante la expectativa de todos los parroquianos y diez minutos. Después, Jorge sale solo, completamente impresionado, ya que por fin sabe la verdad detrás del matrimonio de Pedro y Rosario; Pedro sale después y pide un mariachi de inmediato. Pedro le lleva mariachi a María al mismo tiempo que Jorge a Rosario. Por un lado, don Elías corre a Jorge ya que Rosario ahora está casada y hasta una hija tiene, así que Jorge decide gritarle a Rosario que la quiere; por el otro, María intenta correr a Pedro, quien le volvió a confesar su amor y le echa en cara que, además de casarse con la novia de su mejor amigo, se comportaba como su hermana. Pedro le repite que, si ella se lo pide, terminará su matrimonio inmediatamente, pero María no acepta y, finalmente, termina de correrlo. Rosario llora angustiada por la serenata que Jorge le llevó, mientras don Elías la consuela prometiéndole que él hablará con Jorge en cuanto esté sobrio, mientras culpa a Pedro por ser mal marido.
Al día siguiente, Pedro y Jorge se encuentran en el monte; Jorge le reprocha a Pedro el haberle llevado serenata a María y Pedro le devuelve el reproche al decirle que le hizo quedar como cornudo, por llevarle serenata a Rosario. Tras un intercambio de palabras, Jorge le da un puñetazo a Pedro y Pedro se lo devuelve. Pedro tiene la oportunidad de matar a Jorge golpeándolo con una enorme piedra, mientras Jorge le apunta con una pistola; sin embargo, deciden calmarse y dejar las tonterías a un lado; Jorge le pide a Pedro una entrevista con Rosario, usando como excusa que al día siguiente tendrá una fiesta por "el Día de su Diablo", ya que así no hay sospechas de ningún tipo. Pedro acepta de mala gana; parece ser que todo está arreglado y que han vuelto a ser tan amigos como antes, aunque con ciertos roces. De regreso a su casa, un grupo de muchachas se burlan de Pedro por la supuesta infidelidad de Rosario, pero lo peor llega cuando el general lo intercepta y le dice que debe matar a Jorge, ya que. aunque este avergonzó a su hija, el más agraviado es Pedro. A pesar de que trata de zafarse del asunto, Pedro no puede más que aceptar y él y el general van en busca de Jorge. De camino Pedro le inventa al general que Jorge tiene una "enfermedad incurable" y, como no quería que Genoveva sufriera por eso, en su lugar se inventó un amorío para desilusionarla; el general al principio parece creer la mentira, pero decide que lo aclarará con Jorge y arrastra a Pedro con él. Lo encuentran afuera de la oficina de correos a punto de enviar una carta para Genoveva en la que le explicaba el porqué de su comportamiento; entre lo que Jorge dice y la carta que éste escribió a Genoveva que, casualmente menciona una enfermedad incurable que padecía, el general acepta que el compromiso se rompa, creyendo que es para desilusionar a la hija de Jorge por su bien y se une al "plan" sin conocer las verdaderas intenciones de Pedro y Jorge.
Finalmente el día de la fiesta llega y, tras convencer a su mujer, Pedro lleva a Rosario y a don Elías a la fiesta de Jorge; Pedro saca a bailar a María y Jorge a Rosario (mientras don Elías los sigue de cerca) para que ambos puedan hablar con ellas sin interrupciones. Jorge le dice a Rosario que la quiere, que Pedro le dijo toda la verdad y agrega que no le interesa nada de eso y que, si lo acepta, querrá a su hija como suya. Rosario intenta convencerlo de que es imposible, sobre todo porque María ahora la odia, pero Jorge le dice que ella la perdonará en cuanto sepa la verdad; aunque Rosario se niega, Jorge le dice que entonces él se lo dirá a su hermana y Rosario termina aceptando confesarle la verdad a María. Mientras, Pedro le pregunta a María si alguna vez lo quiso y ella le confiesa que sí, pero que no lo había aceptado porque no quería compartir su amor con "chamaconas" y que por eso se hacía la difícil. Jorge llega con Rosario en ese momento y obliga a María y a Rosario a hablar en privado, mientras él y Pedro planean seguir con su farsa, escapar a la capital, que Pedro se divorcie de Rosario para que Jorge pueda casarse con ella y Pedro con María y si es necesario, huir a los Estados Unidos.
Don Elías, quien ha seguido todos los movimientos de ambas parejas, exige que él, Pedro y Rosario se vayan de la fiesta. Debido a esto, Pedro y Jorge intentan ganar tiempo encierran a don Elías en una bodega. No obstante, los verdaderos problemas empiezan cuando el doctor llega a la fiesta; mientras Jorge y el doctor hablan, un niño del pueblo llega a pedirle al doctor que vaya a curar al mayordomo de un rancho al que se le cayó el caballo encima, pero en realidad es una mentira ideada por Pedro. El general llega en ese momento y pide hablar con el doctor, pero el niño lo apura y lo deja con la palabra en la boca. Jorge y Pedro conversan con el general y deciden seguir con el "plan". Rosario y María salen después de terminar su conversación y María felicita a su hermano por su gran corazón y le pide disculpas a Pedro por la mitad de las cosas que dijo de él; en ese momento el general llega y le dice a los cuatro que Genoveva ya llegó que bailen para seguir con el "plan", así que Rosario y Jorge empiezan a bailar mientras María y Pedro hacen lo mismo. Genoveva ve a Jorge con Rosario y este la "ignora"; mientras, una pareja deja salir a don Elías y ve a ambas parejas bailar, el general lo ve y al creer que don Elías ignora el plan, decide explicarle el asunto. Mientras tanto, el doctor se encuentra en la calle con el "enfermo" que iba a curar y al ver que le tomaron el pelo, decide regresar a la fiesta.
Después de que termina el baile, Pedro y Jorge quieren explicarle todo a don Elías, pero este dice que ya lo ha entendido todo gracias al general, que en ese momento llega y le devuelve a Jorge el anillo de compromiso de Genoveva. Mientras, doña Josefa, la madre de Jorge y María regresa de su viaje, consuela a Genoveva y le dice que a ella su marido también "le dio mucha guerra con las mujeres casadas". Después de hablar con ella, el general le dice que debió advertirle sobre el mal de Jorge, pero ella, creyendo que habla de la naturaleza mujeriega de su hijo le dice que exagera; tras despedir al general, se encuentra con don Elías, que solo la confunde más. Mientras, Jorge, Pedro, Rosario y María empiezan a empacar sus cosas para huir, pero justo en ese momento llega doña Josefa con don Elías, ve a Pedro besando a María y a Jorge besando a Rosario. Harta de tanta tontería exige saber la verdad, pero solo le creerá a María y Rosario, así que Pedro y Jorge salen para que pueda hablar con ellas.
El general que finalmente ha hablado con el doctor y sabe que no hay tal enfermedad, toma a Jorge y a Pedro y decide matarlos por la vergüenza que le hicieron pasar a él y a su hija, a pesar de las súplicas del doctor de evitar esa matanza. Finalmente, doña Josefa sabe la verdad (e incluso don Elías, quien proclama que ahora es asiático porque lo engañaron como un chino), aunque sigue sin aceptar lo de "los matrimonios cruzados", justo en eso llega el doctor y le informa que el general se va a matar a balazos con Pedro y Jorge, por lo que ambos corren a la plaza del pueblo donde todos quieren impedir la masacre, más que nada porque la gente del pueblo quiere que Jorge y Pedro quieren que cierren la fiesta con una canción; incluso tratan de razonar con el general diciéndole que primero los deje cantar y que luego los mate, pero el general se niega; doña Josefa llega en ese momento y le pide al General que le deje explicarle toda la verdad en privado: Rosario fue abusada sexualmente y al enterarse de que estaba embarazada quiso suicidarse, pero Pedro se prestó a casarse con ella para defenderla del oprobio y darle un nombre a la criatura, pero solo han vivido como hermanos. El General entiende finalmente la situación y perdona a Jorge y a Pedro.
Finalmente, Pedro y Jorge dan el cierre de la fiesta cantando. Pedro y Rosario se divorcian e inmediatamente Pedro se casa con María y Jorge con Rosario, mientras todos los demás (entre ellos don Elías, el general y doña Josefa) disfrutan de la fiesta. Finalmente Jorge y Pedro vuelven a ser tan amigos como antes.

## Reparto
- Pedro Infante como Pedro Malo.
- Jorge Negrete como Jorge Bueno.
- Yolanda Varela como María.
- Carmelita González como Rosario.
- Carlos Orellana como Don Elías.
- José Elías Moreno como General.
- Queta Lavat como Genoveva.
- Arturo Soto Rangel como Médico.
- Mimí Derba como Doña Josefa, madre de Jorge.
- Manuel Noriega como Médico de Rosario.
- Jesús García como Chucho, cantinero
- Maruja Grifell como Matilde.
- Jesús Gómez como Hombre en cantina
- Leonor Gómez como Anastasia, Sirvienta
- Jaime Jiménez Pons como Joven
- Ana Bertha Lepe como Chica en fiesta.
- Concepción Martínez como Invitada a fiesta
- Kika Meyer como Mujer baila con Pedro.
- José Luis Moreno como Joven mensajero.
- José Muñoz como Tiburcio
- Pepe Nava como Jugador de cartas
- Carlos Robles Gil como Invitado a fiesta.
- Humberto Rodríguez como Eulalio.
- Manuel Sánchez Navarro como Jugador de cartas.

## Recepción
Este filme ocupa el lugar 34 dentro de la lista de las 100 mejores películas del cine mexicano, según la opinión de 25 críticos y especialistas del cine en México, publicada por la revista somos en julio de 1994.